# Сказка. Есть
«Сказка. Есть» — российский художественный фильм 2011 года.

## Сюжет
Новелла «Мир игрушек»
Девочка Даша поссорилась с папой и мамой и попала в мир игрушек из-за ещё не родившейся сестры. Её родителями в этом мире становятся куклы, а их собственная дочка — её старшей сестрой.
Новелла «Детство навсегда»
Отец-архитектор увлечён проектом здания для цирка и совсем не обращает внимания на своего сына Федю. Тот портит макет здания, и после ссоры отец неожиданно переносится внутрь ещё не построенного цирка на весьма неожиданное представление.
Новелла «Эпишоо»
Третья новелла рассказывает о некой школе со странными порядками. 12-летний Ваня и новая учительница Светлана, приехавшая на практику, узнают, что в полнолуние учителя и сама школа превращаются в оживший кошмар.

## В ролях
Новелла «Мир игрушек»
- Анфиса Вистингаузен — Даша
- Елизавета Боярская — мама
- Максим Матвеев — папа
- Михаил Пореченков — Медведь
- Константин Хабенский — Энциклопедический Словарь
- Андрей Смоляков — Злой Клоун
- Михаил Трухин — Плеер
- Дарья Мороз — Барби
- Светлана Иванова — Пупсик
- Сергей Угрюмов — Кен

Новелла «Детство навсегда»
- Василий Брыков — Федя
- Алексей Серебряков — папа
- Ирина Пегова — мама
- Артур Смольянинов — Заяц
- Григорий Сиятвинда — шпрехшталмейстер

Новелла «Эпишоо»
- Михаил Козаков — Станислав Далиевич Сальвадоров, директор школы
- Ангелина Миримская — Светлана Кривошеева
- Ксения Раппопорт — Гала Дмитриевна, завуч
- Гоша Куценко — Пенькультурник
- Сергей Бурунов — Геохим
- Александр Комиссаров — Химсторик Виссарионович
- Александр Усердин — Тимо Культунен. трудангл
- Ёла Санько — Степанида Шея
- Светлана Новикова — тётя Шура
- Петр Скворцов — Ваня Быстин-Охло
- Даниил Усков — Федя

## Критика
Фильм получил смешанные отзывы кинокритиков.
Газета «Известия» и кинокритик BadComedian дали фильму негативную оценку. BadComedian начал свой обзор словами «Это стоило три с половиной миллиона долларов. Это снимали для детей. Это показывали в кино. Это снимали при поддержке Министерства культуры. Это нельзя воспринимать без мата», после чего добавил «Очевидно, что в нашей стране ненавидят детей — серого вещества у них должно хватать только на то, чтобы слюна не капала изо рта при просмотре телевизора, и данный кинофильм в очередной раз это продемонстрировал». 
Кино@mail.ru дали фильму положительную рецензию.

## Прокат
- Дистрибьютор — «Наше Кино»
- Премьера в России — 13 сентября 2012